# Coordenada ortogonal
Em matemática, se definem como ortogonais as coordenadas de um sistema no caso em que os vetores base desse sistema sejam ortogonais (ou normais, ou ainda perpendiculares) entre si.
Este tipo de coordenadas pode ser definido sobre um espaço euclidiano o mais genericamente sobre uma variedade riemanniana ou pseudoriemanniana.

## Definição

Um mapa conformal atuando em uma grade retangular. Observe que a ortogonalidade da grade curva é mantida.

Dada uma variedade (pseudo)riemanniana {\displaystyle {\mathcal {M}}}, um conjunto aberto {\displaystyle O} do mesmo e um ponto dentro desse conjunto aberto {\displaystyle m\in O\subset {\mathcal {M}}}, uma carta local ou "sistema de coordenadas" local pode ser representado por uma função:
{\displaystyle \phi :O\subset {\mathcal {M}}\to \mathbb {R} ^{d}\qquad p\in O\land \phi (p)=(x^{1},x^{2},...,x^{d})\in \mathbb {R} ^{d}}
Onde d é a dimensão do espaço onde é definido o sistema de coordenadas local. As d curvas coordenadas Ci(t) e seus vetores tangentes são definidas pelas equações:
{\displaystyle \phi (C_{i}(t))=(x_{(0)}^{1},...,x^{i}(t),...,x_{(0)}^{n})\qquad \mathbf {v} _{i}=C_{i}'(t)={\frac {\partial }{\partial x^{i}}}}
O sistema de coordenadas será ortogonal se os vetores tangentes às curvas coordenadas xi são ortogonais, ou seja, se:
{\displaystyle g(\mathbf {v} _{i},\mathbf {v} _{j})=0\ (i\neq j),\qquad g(\mathbf {v} _{i},\mathbf {v} _{i})=h_{i}^{2}(x^{1},x^{2},...,x^{d})}
Onde g(, ) é o tensor métrico do espaço onde são definidas as coordenadas.

## Propriedades
A escolha de um ou outro sistema depende das simetrias do problema geométrico ou físico levantado. Como são todos estes sistemas de coordenas ortogonais neles o tensor métrico tem a forma:
{\displaystyle (g_{ij})={\begin{bmatrix}h_{1}^{2}&0&0\\0&h_{2}^{2}&0\\0&0&h_{3}^{2}\end{bmatrix}}}
De onde os três componentes não nulos são os chamados fatores de escala, que são funções das três coordenadas.

### Operadores vetoriais em coordenadas ortogonais
Os operadores vetoriais podem ser expressos facilmente em termos destes componentes do tensor métrico.
- O gradiente é dado por:

{\displaystyle \mathrm {grad} \ \Phi =\nabla \Phi ={\frac {1}{h_{1}}}{\frac {\partial \Phi }{\partial x^{1}}}\,{\hat {\mathbf {e} }}_{1}+{\frac {1}{h_{2}}}{\frac {\partial \Phi }{\partial x^{2}}}\,{\hat {\mathbf {e} }}_{2}+{\frac {1}{h_{3}}}{\frac {\partial \Phi }{\partial x^{3}}}\,{\hat {\mathbf {e} }}_{3}}
- A divergência é dada por:

{\displaystyle {\mbox{div}}\ \mathbf {A} =\nabla \cdot \mathbf {A} ={\frac {1}{h_{1}h_{2}h_{3}}}\left[{\frac {\partial }{\partial x^{1}}}(h_{2}h_{3}A_{1})+{\frac {\partial }{\partial x^{2}}}(h_{3}h_{1}A_{2})+{\frac {\partial }{\partial x^{3}}}(h_{1}h_{2}A_{3})\right]}
- O rotacional é dado pelo desenvolvimento do seguinte determinante:

{\displaystyle {\mbox{rot}}\ \mathbf {A} =\nabla \times \mathbf {A} ={\frac {1}{h_{1}h_{2}h_{3}}}{\begin{vmatrix}h_{1}{\hat {\mathbf {e} }}_{1}&h_{2}{\hat {\mathbf {e} }}_{2}&h_{3}{\hat {\mathbf {e} }}_{3}\\\partial _{x^{1}}&\partial _{x^{2}}&\partial _{x^{3}}\\h_{1}A_{1}&h_{2}A_{2}&h_{3}A_{3}\end{vmatrix}}}
- O laplaciano de uma grandeza escalar é dado por:

{\displaystyle \Delta \Phi =(\nabla \cdot \nabla )\Phi ={\frac {1}{h_{1}h_{2}h_{3}}}\left[{\frac {\partial }{\partial x^{1}}}\left({\frac {h_{2}h_{3}}{h_{1}}}{\frac {\partial \Phi }{\partial x^{1}}}\right)+{\frac {\partial }{\partial x^{2}}}\left({\frac {h_{3}h_{1}}{h_{2}}}{\frac {\partial \Phi }{\partial x^{2}}}\right)+{\frac {\partial }{\partial x^{3}}}\left({\frac {h_{1}h_{2}}{h_{3}}}{\frac {\partial \Phi }{\partial x^{3}}}\right)\right]}
Em um sistema de coordenadas ortogonal as linhas de coordenadas são em toda parte ortogonais a cada uma das outras.

## Exemplos no espaço euclidiano
No espaço euclidiano tridimensional se empregam diferentes sistemas de coordenadas, às vezes, combinando tipos de coordenadas ortogonais e angulares:
- Coordenadas cartesianas
- Coordenadas polares
- Coordenadas esféricas
- Coordenadas cilíndricas
- Coordenadas cilíndricas elípticas
- Coordenadas cilíndricas parabólicas
- Coordenadas parabólicas
- Coordenadas esféricas alargadas
- Coordenadas esféricas achatadas
- Coordenadas bipolares
- Coordenadas toroidais

## Exemplos em variedades diferenciais
As coordenadas usadas na teoria da relatividade geral são o exemplo físico mais conhecido de sistemas de coordenadas sobre um espaço globalmente não euclidiano. Em um espaço-tempo estático sempre é possível escolher ao redor de qualquer ponto do espaço-tempo um sistema de coordenadas ortogonal.